# Commission de recherche et d'information indépendantes sur la radioactivité
 (août 2019).
La Commission de recherche et d'information indépendantes sur la radioactivité (CRIIRAD) est une association française, fondée en mai 1986 au lendemain de la catastrophe de Tchernobyl, à l’initiative d’un groupe de scientifiques et de citoyens, dans le but de « connaître la vérité sur la contamination radioactive du territoire français ».
La CRIIRAD est fréquemment mentionnée comme faisant partie du mouvement antinucléaire bien que l'organisation s'en défende.

## Présentation
La CRIIRAD est constituée d'un collectif de bénévoles et d'une équipe salariée mettant en pratique les valeurs de l’association. L'assemblée générale élit un conseil d'administration qui élit en son sein un bureau.
Michèle Rivasi en est la première présidente, remplacée en 1997 par Roland Desbordes puis par Didier Glatigny en 2018.
Les ressources de l'association proviennent à plus de 50% des cotisations et dons de ses adhérents (environ 5 000 adhérents en avril 2024), le reste étant apporté par les subventions d'exploitation et les prestations (formations, études et expertises, analyses d'échantillons, vente d'appareils de mesure). Son siège social est à Valence dans la Drôme.
La CRIIRAD s'oppose régulièrement aux projets de nouveaux réacteurs nucléaires,.

### Laboratoire
La CRIIRAD dispose d’un laboratoire spécialisé dans les analyses de radioactivité. Depuis sa création en 1986, il a effectué des centaines d’études et expertises pour le compte de collectivités, d’industriels, de tribunaux, d’universités, d’associations et de particuliers. Elles concernent aussi bien la radioactivité naturelle que l’impact des installations nucléaires, l’exposition aux rayonnements ionisants dans le domaine médical et industriel.
Le laboratoire de la CRIIRAD a obtenu tous les agréments métrologiques qu’il a demandés à ce jour. Il participe régulièrement à des exercices de comparaison inter-laboratoires nationaux pour renouveler ses agréments délivrés par l’Autorité de Sûreté Nucléaire (ASN).
La CRIIRAD effectue des analyses d’échantillon sur demande, pour les particuliers et pour les professionnels, ainsi que des expertises de terrain, des études de dossiers et conseils scientifiques.

## Activités

### Missions
Les missions inscrites dans les statuts de la CRIIRAD sont :
- de traiter toute question relative aux rayonnements ionisants ainsi qu’aux substances et équipements qui les génèrent, de façon non limitative, et notamment sur les plans scientifique, technique, sanitaire, juridique et administratif. Le champ d’intervention de la CRIIRAD recouvre notamment les utilisations civiles et militaires de l’énergie nucléaire, la radioactivité naturelle et artificielle, le contrôle de l’état radiologique de l’environnement ainsi que le fonctionnement et l’impact, en situation normale ou accidentelle, des installations qui fabriquent, exploitent, détiennent, stockent ou utilisent des matières radioactives.
- de défendre sur toutes ces questions :
  - le droit d’être informé et de participer aux processus de décision ;
  - le droit de vivre dans un environnement exempt de pollutions radioactives et de disposer d’aliments et de produits dépourvus de risques radiologiques ;
  - le droit d’être protégé contre les dangers et les risques induits par l’exposition aux rayonnements ionisants et aux substances radioactives.

### Travaux
Parmi les thèmes traités, on peut citer :
- la contamination du territoire français par les rejets de la centrale nucléaire de Tchernobyl ;
- la publication d'un atlas[10] des contaminations radioactives en France et en Europe [11],[12];
- le suivi des incendies survenus en avril 2020 autour de Tchernobyl et de leurs potentiels impacts en France[13],[14];
- l'étude de l'impact des activités d'extraction de l'uranium sur le territoire français[15] et à l'étranger[16],[17]. La CRIIRAD a été auditionnée le 25 janvier 2024 lors d'une table ronde[18],[19],[20] organisée par l’Office parlementaire d'évaluation des choix scientifiques et technologiques (OPECST) à propos de la 5e édition du Plan national de gestion des matières et déchets radioactifs ;
- une étude de l'impact des rejets de l'usine de Marcoule, dans la vallée du Rhône[21];
- l'étude des conséquences des essais nucléaires en Polynésie française. La CRIIRAD a été mandatée en 2005 par la Commission d’enquête sur les conséquences des essais nucléaires aériens pour effectuer une mission à Mangareva, Hao et Tureia[22]. Elle a été auditionnée le 29 mai 2024[23],[24] par la Commission d'enquête parlementaire de l’Assemblée nationale sur les essais nucléaires en Polynésie[25].

### Actions en justice
Parmi les actions portées en justice par l'association, on peut citer :
- en 2001, une plainte contre X a été déposée, motivée par l'action du SCPRI en 1986[26] ;
- un recours devant le Conseil d'État contre la nomination de Marc Sanson à l'Autorité de sûreté nucléaire (ASN) que le Conseil d'État a rejeté en 2007[27], aux motifs que la loi du 13 juin 2006 n'avait pas entendu réserver la qualité de membre de l'Autorité de sûreté nucléaire aux seules personnes disposant de compétences d'ordre scientifique et technique dans les domaines de la sûreté nucléaire et de la radioprotection et que le président de la République n'avait pas entaché sa décision de nomination d'une erreur manifeste d'appréciation compte tenu des compétences et des fonctions antérieures de l'intéressé ;
- une demande d'annulation de l'homologation du règlement intérieur de l'ASN, rejetée par le  Conseil d'État le 13 février 2008 [28] ;
- la demande de l'abrogation de l'accord OMS-AIEA de 1959[29]. Cette action donne lieu à une pétition[30] ainsi qu'à une action à Genève dans le cadre du collectif Independent WHO (pour l'indépendance de l'OMS) ;
- une demande[31] d’abrogation de l’arrêté du 5 mai 2009 qui, selon l'association, déroge aux lois d'interdictions du recyclage des matières radioactives dans les biens de consommations courantes[32] ; le 10 juillet 2009, la CRIIRAD a adressé au Conseil d’État un recours[33] pour excès de pouvoir. La demande d’annulation de l’arrêté est basée sur des arguments de légalité interne et externe, l'arrêté ayant été pris en dépit d’un avis défavorable[34] de l’ASN. Cette requête est rejetée le 23 mars 2011[35].

### Actions médiatiques
- Le 6 novembre 2009, la CRIIRAD adresse une lettre ouverte[36] à Roselyne Bachelot, ministre chargée de la santé, Christine Lagarde, ministre chargée de la consommation, et Jean-Louis Borloo, ministre chargé de la construction, leur demandant d’abroger l’arrêté du 5 mai 2009 ;
- en complément de ces démarches, la CRIIRAD appelle les consommateurs et les associations à se mobiliser et à demander aux autorités le maintien des interdictions et l’abrogation de l’arrêté du 5 mai 2009. Des modèles de lettre[37] sont à la disposition de tous ceux qui souhaitent participer à la campagne. Pour la CRIIRAD, le recyclage des matériaux radioactifs doit rester confiné dans les filières nucléaires (CENTRACO et D’Hart Industrie)[38], sans possibilité de diffusion dans le domaine public.

## Position
La CRIIRAD est une organisation  « indépendante des exploitants du nucléaire, de l'État et de tous partis politiques. », mais certains analystes considèrent que ses prises de position la placent aux côtés des acteurs du mouvement antinucléaire français. C'était en tout cas la position de sa fondatrice, Michèle Rivasi qui la présentait comme le « fleuron de la contestation scientifique sur le nucléaire ».
L'IRSN, lui reproche des critiques infondées, délibérées et répétées de la surveillance par l'Institut de l’iode radioactif dans l’air, après l'accident nucléaire de Fukushima,. De plus, pour l'Institut, la CRIIRAD n’a pas de légitimité pour émettre des revendications de garanties telles qu’elle en a exprimées dans sa lettre publique au Premier ministre François Fillon du 9 juin 2011, dans la mesure où elle aurait toujours refusé de collaborer avec l'IRSN à des travaux collectifs sur l’évaluation des conséquences radiologiques et dosimétriques en situation post-accidentelle et sur les hypothèses à retenir pour les évaluations prédictives des conséquences, dans le cadre des travaux du CODIRPA.

Selon Roland Desbordes, ancien président de l'association de la CRIIRAD :

« Notre mission consiste à alerter nos concitoyens sur les risques associés à telle technique, telle pollution, tel déchet. Nous faisons de la recherche pour informer de manière indépendante [...] Nous voyons sur le terrain tous les pions se mettre en place discrètement en faveur des réacteurs de la 4e génération alors qu’il est évident que cette technologie nous oriente sur un modèle de société beaucoup plus dangereux que notre modèle actuel, basé sur l’uranium. La CRIIRAD, sur ce point, appelle au débat public. »